# Temporada 2018-19 de Fórmula E
La temporada 2018-19 de Fórmula E fue la quinta temporada del campeonato de monoplazas eléctricos, organizada por la Federación Internacional del Automóvil.
Esta temporada introdujo el chasis de segunda generación, el Spark SRT05e, siendo el primer cambio de chasis desde la temporada inaugural.

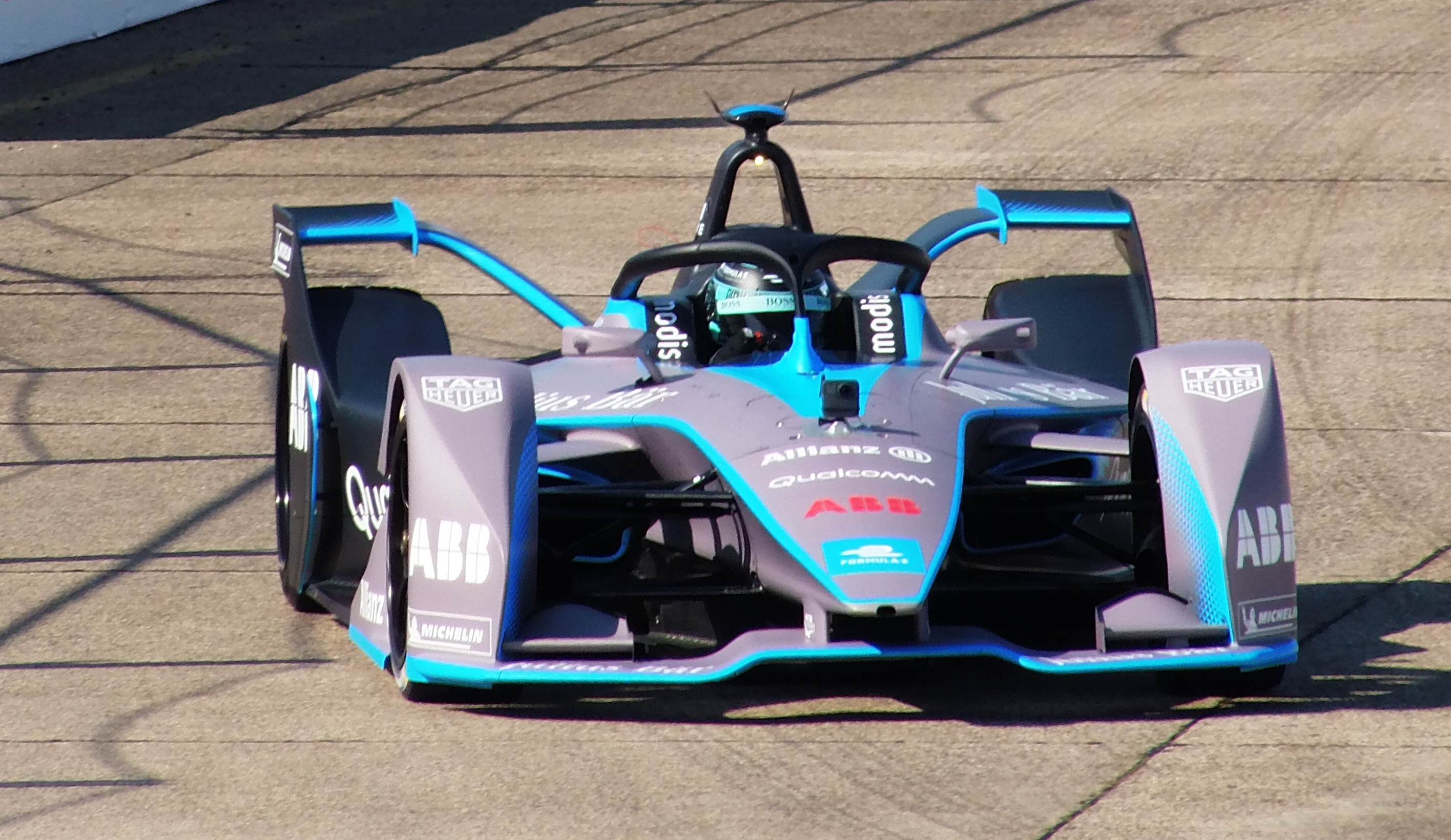
Nico Rosberg presentando el nuevo chasis Spark SRT05e en el Berlín ePrix de 2018.

## Equipos y pilotos
| Escudería                   | Chasis               | N.º | Pilotos                | Carreras  |
| --------------------------- | -------------------- | --- | ---------------------- | --------- |
| Audi Sport ABT Schaeffler   | Spark-Audi           | 11  | Lucas di Grassi        | Todas     |
| Audi Sport ABT Schaeffler   | Spark-Audi           | 66  | Daniel Abt             | Todas     |
| DS Techeetah Formula E Team | Spark-DS Automobiles | 25  | Jean-Éric Vergne       | Todas     |
| DS Techeetah Formula E Team | Spark-DS Automobiles | 36  | André Lotterer         | Todas     |
| Envision Virgin Racing      | Spark-Audi           | 2   | Sam Bird               | Todas     |
| Envision Virgin Racing      | Spark-Audi           | 4   | Robin Frijns           | Todas     |
| Mahindra Racing             | Spark-Mahindra       | 64  | Jérôme d'Ambrosio      | Todas     |
| Mahindra Racing             | Spark-Mahindra       | 94  | Felix Rosenqvist       | 1         |
| Mahindra Racing             | Spark-Mahindra       | 94  | Pascal Wehrlein        | 2-13      |
| Nissan e.dams               | Spark-Nissan         | 22  | Oliver Rowland         | Todas     |
| Nissan e.dams               | Spark-Nissan         | 23  | Sébastien Buemi        | Todas     |
| Panasonic Jaguar Racing     | Spark-Jaguar         | 3   | Nelson Piquet, Jr.     | 1-6       |
| Panasonic Jaguar Racing     | Spark-Jaguar         | 3   | Alex Lynn              | 7-13      |
| Panasonic Jaguar Racing     | Spark-Jaguar         | 20  | Mitch Evans            | Todas     |
| Venturi Formula E Team      | Spark-Venturi        | 19  | Felipe Massa           | Todas     |
| Venturi Formula E Team      | Spark-Venturi        | 48  | Edoardo Mortara        | Todas     |
| NIO Formula E Team          | Spark-NIO            | 8   | Tom Dillmann           | Todas     |
| NIO Formula E Team          | Spark-NIO            | 16  | Oliver Turvey          | Todas     |
| Geox Dragon                 | Spark-Penske         | 6   | Maximilian Günther     | 1-3, 7-13 |
| Geox Dragon                 | Spark-Penske         | 6   | Felipe Nasr            | 4-6       |
| Geox Dragon                 | Spark-Penske         | 7   | José María López       | Todas     |
| BMW i Andretti Motorsport   | Spark-BMW            | 27  | Alexander Sims         | Todas     |
| BMW i Andretti Motorsport   | Spark-BMW            | 28  | António Félix da Costa | Todas     |
| HWA Racelab                 | Spark-Venturi        | 17  | Gary Paffett           | Todas     |
| HWA Racelab                 | Spark-Venturi        | 5   | Stoffel Vandoorne      | Todas     |

### Cambios de equipos
- BMW i se unió a Fórmula E como fabricante oficial del equipo Andretti.[26]
- Nissan reemplazó a Renault en la asociación con DAMS.[27]
- HWA se unió a Fórmula E en asociación con Mercedes-Benz, como preparación para cuando este último se una de manera oficial en la temporada 2019-20 de Fórmula E.[28]
- Techeetah se convirtió en equipo oficial tras asociarse con DS Automobiles, quienes participaban previamente en la categoría con el equipo Virgin.[5]
- Virgin Racing pasó a ser un equipo cliente de Audi, tras dejar de ser equipo oficial provistos por DS Automobiles.[8]

### Cambios de pilotos
- Felipe Massa hizo su debut en Fórmula E con el equipo Venturi, en reemplazo de Tom Dillmann, quien se une a NIO.[17][18]
- Nicolas Prost abandonó la estructura de e.dams.[29]
- Alexander Sims hizo su debut en Andretti.[23]
- Jérôme d'Ambrosio dejó Dragon tras cuatro temporadas, para unirse a Mahindra.[11]
- Stoffel Vandoorne debutó en la categoría con HWA, tras dos años en F1 con McLaren.[25]
- Robin Frijns, expiloto de Amlin Andretti, retornó al campeonato con Virgin, ocupando el asiento de Alex Lynn.[10]
- Pascal Wehrlein debutó en Fórmula E con Mahindra Racing. No corrió la primera carrera, donde fue remplazado por Felix Rosenqvist.[12]
- Maximilian Günther ocupó el espacio de d'Ambrosio en Dragon.[20]
- Oliver Rowland, expiloto de Mahindra, llegó a Nissan e.dams, luego de anunciarse a Alexander Albon en ese lugar.[30]
- Antonio Fuoco se unió a Dragon Racing para ser piloto de pruebas y reserva.[31]
- Felipe Nasr debutó en la categoría en el lugar de Maximilian Günther en México. El brasileño no corrió en Roma y no lo hará en París por compromisos con otro campeonato.[32][33]
- Nelson Piquet, Jr. abandonó el equipo Jaguar luego de la carrera de Sanya. El expiloto de Virgin, Alex Lynn, ocupó su lugar.[16]

## Cambios de reglamento
- Las carreras no fueron a un número determinado de vueltas como en las anteriores temporadas, son a 45 minutos más una vuelta.[34]
- Se puso fin al cambio de vehículo a mitad de carrera de anteriores temporadas.[35]
- El Spark-Renault SRT 01E usado en anteriores temporadas se sustituyó por el nuevo Spark SRT05e.
- Se incorporó el sistema de seguridad Halo que protege al piloto.
- Se introdujo el «Modo ataque» (Attack mode), un sistema que permite al piloto tener 25 kW más de potencia, en partes del circuito y cantidad de veces a determinar por la FIA antes de cada carrera.[34]

## Pretemporada
Los tests de pretemporada se disputaron el 16, 17 y 19 de octubre del año 2018. El circuito escogido fue el Circuito Ricardo Tormo, en Valencia, España.
| Circuito                                  | Mapa del circuito (usado el ramal externo) | Resultados    | Resultados | Resultados             | Resultados                | Resultados | Resultados   | Resultados |
| ----------------------------------------- | ------------------------------------------ | ------------- | ---------- | ---------------------- | ------------------------- | ---------- | ------------ | ---------- |
| Circuito Ricardo Tormo Longitud: 3,090 km |                                            | Fecha         | Fecha      | Sesión                 | Piloto                    | Escudería  | Mejor tiempo | Vueltas    |
| Circuito Ricardo Tormo Longitud: 3,090 km | Día 1                                      | 16 de octubre | Mañana     | Alexander Sims         | BMW i Andretti Motorsport | 1:17.567   | 33           |            |
| Circuito Ricardo Tormo Longitud: 3,090 km | Día 1                                      | 16 de octubre | Tarde      | Alexander Sims         | BMW i Andretti Motorsport | 1:17.553   | 41           |            |
| Circuito Ricardo Tormo Longitud: 3,090 km | Día 2                                      | 17 de octubre | Mañana     | António Félix da Costa | BMW i Andretti Motorsport | 1:16.977   | 48           |            |
| Circuito Ricardo Tormo Longitud: 3,090 km | Día 3                                      | 19 de octubre | Mañana     | António Félix da Costa | BMW i Andretti Motorsport | 1:24.870   | 29           |            |
| Circuito Ricardo Tormo Longitud: 3,090 km | Día 3                                      | 19 de octubre | Tarde      | Alexander Sims         | BMW i Andretti Motorsport | 1:17.402   | 51           |            |
| Circuito Ricardo Tormo Longitud: 3,090 km | Resultados completos                       |               |            |                        |                           |            |              |            |

## Calendario
Con respecto a la temporada anterior, Mónaco, Riad, Sanya y Berna ingresaron al calendario (estos últimos tres haciendo su debut en Fórmula E), y Punta del Este se ausentó. Por otro lado, la carrera de Santiago de Chile se hizo en el Parque O'Higgins y no en el Parque Forestal, como sucedió en 2018.
| Carrera | ePrix                  | País           | Circuito                                 | Fecha                   |
| ------- | ---------------------- | -------------- | ---------------------------------------- | ----------------------- |
| 1       | Al-Diriyah ePrix       | Arabia Saudita | Circuito callejero de Al-Diriyah         | 15 de diciembre de 2018 |
| 2       | Marrakech ePrix        | Marruecos      | Circuito Internacional Moulay El Hassan  | 12 de enero de 2019     |
| 3       | Santiago ePrix         | Chile          | Circuito del Parque O'Higgins            | 26 de enero de 2019     |
| 4       | Ciudad de México ePrix | México         | Autódromo Hermanos Rodríguez             | 16 de febrero de 2019   |
| 5       | Hong Kong ePrix        | Hong Kong      | Circuito callejero de Hong Kong          | 10 de marzo de 2019     |
| 6       | Sanya ePrix            | China          | Circuito de Haitang Bay                  | 23 de marzo de 2019     |
| 7       | Roma ePrix             | Italia         | Circuito callejero del EUR               | 13 de abril de 2019     |
| 8       | París ePrix            | Francia        | Circuito de los Inválidos                | 27 de abril de 2019     |
| 9       | Mónaco ePrix           | Mónaco         | Circuito de Mónaco                       | 11 de mayo de 2019      |
| 10      | Berlín ePrix           | Alemania       | Circuito del aeropuerto Berlín-Tempelhof | 25 de mayo de 2019      |
| 11      | Berna ePrix            | Suiza          | Circuito callejero de Berna              | 22 de junio de 2019     |
| 12      | Nueva York ePrix       | Estados Unidos | Circuito callejero de Brooklyn           | 13 de julio de 2019     |
| 13      | Nueva York ePrix       | Estados Unidos | Circuito callejero de Brooklyn           | 14 de julio de 2019     |

## Resultados

### Resultados por ePrix
| N.º | Fecha                   | ePrix                                                                                               | Mapa del circuito | Resultados             | Resultados             | Resultados |
| --- | ----------------------- | --------------------------------------------------------------------------------------------------- | ----------------- | ---------------------- | ---------------------- | ---------- |
| 1   | 15 de diciembre de 2018 | Al-Diriyah ePrix Circuito callejero de Al-Diriyah Ganador 2017-18: No se disputó                    |                   | Ganador                | António Félix da Costa | Resultados |
| 1   | 15 de diciembre de 2018 | Al-Diriyah ePrix Circuito callejero de Al-Diriyah Ganador 2017-18: No se disputó                    | 2.º puesto        | Jean-Éric Vergne       |                        | Resultados |
| 1   | 15 de diciembre de 2018 | Al-Diriyah ePrix Circuito callejero de Al-Diriyah Ganador 2017-18: No se disputó                    | 3.er puesto       | Jérôme d'Ambrosio      |                        | Resultados |
| 1   | 15 de diciembre de 2018 | Al-Diriyah ePrix Circuito callejero de Al-Diriyah Ganador 2017-18: No se disputó                    | Vuelta rápida     | André Lotterer         |                        | Resultados |
| 1   | 15 de diciembre de 2018 | Al-Diriyah ePrix Circuito callejero de Al-Diriyah Ganador 2017-18: No se disputó                    | Pole Position     | António Félix da Costa |                        | Resultados |
| 2   | 12 de enero de 2019     | Marrakech ePrix Circuito Internacional Moulay El Hassan Ganador 2017-18: Felix Rosenqvist           |                   | Ganador                | Jérôme d'Ambrosio      | Resultados |
| 2   | 12 de enero de 2019     | Marrakech ePrix Circuito Internacional Moulay El Hassan Ganador 2017-18: Felix Rosenqvist           | 2.º puesto        | Robin Frijns           |                        | Resultados |
| 2   | 12 de enero de 2019     | Marrakech ePrix Circuito Internacional Moulay El Hassan Ganador 2017-18: Felix Rosenqvist           | 3.er puesto       | Sam Bird               |                        | Resultados |
| 2   | 12 de enero de 2019     | Marrakech ePrix Circuito Internacional Moulay El Hassan Ganador 2017-18: Felix Rosenqvist           | Vuelta rápida     | Lucas Di Grassi        |                        | Resultados |
| 2   | 12 de enero de 2019     | Marrakech ePrix Circuito Internacional Moulay El Hassan Ganador 2017-18: Felix Rosenqvist           | Pole Position     | Sam Bird               |                        | Resultados |
| 3   | 26 de enero de 2019     | Santiago ePrix Circuito del Parque O'Higgins Ganador 2017-18: Jean-Éric Vergne                      |                   | Ganador                | Sam Bird               | Resultados |
| 3   | 26 de enero de 2019     | Santiago ePrix Circuito del Parque O'Higgins Ganador 2017-18: Jean-Éric Vergne                      | 2.º puesto        | Pascal Wehrlein        |                        | Resultados |
| 3   | 26 de enero de 2019     | Santiago ePrix Circuito del Parque O'Higgins Ganador 2017-18: Jean-Éric Vergne                      | 3.er puesto       | Daniel Abt             |                        | Resultados |
| 3   | 26 de enero de 2019     | Santiago ePrix Circuito del Parque O'Higgins Ganador 2017-18: Jean-Éric Vergne                      | Vuelta rápida     | Daniel Abt             |                        | Resultados |
| 3   | 26 de enero de 2019     | Santiago ePrix Circuito del Parque O'Higgins Ganador 2017-18: Jean-Éric Vergne                      | Pole Position     | Sébastien Buemi        |                        | Resultados |
| 4   | 16 de febrero de 2019   | Ciudad de México ePrix Autódromo Hermanos Rodríguez Ganador 2017-18: Daniel Abt                     |                   | Ganador                | Lucas Di Grassi        | Resultados |
| 4   | 16 de febrero de 2019   | Ciudad de México ePrix Autódromo Hermanos Rodríguez Ganador 2017-18: Daniel Abt                     | 2.º puesto        | António Félix da Costa |                        | Resultados |
| 4   | 16 de febrero de 2019   | Ciudad de México ePrix Autódromo Hermanos Rodríguez Ganador 2017-18: Daniel Abt                     | 3.er puesto       | Edoardo Mortara        |                        | Resultados |
| 4   | 16 de febrero de 2019   | Ciudad de México ePrix Autódromo Hermanos Rodríguez Ganador 2017-18: Daniel Abt                     | Vuelta rápida     | Pascal Wehrlein        |                        | Resultados |
| 4   | 16 de febrero de 2019   | Ciudad de México ePrix Autódromo Hermanos Rodríguez Ganador 2017-18: Daniel Abt                     | Pole Position     | Pascal Wehrlein        |                        | Resultados |
| 5   | 10 de marzo de 2019     | Hong Kong ePrix Circuito Callejero de Hong Kong Ganador 2017-18: Sam Bird                           |                   | Ganador                | Edoardo Mortara        | Resultados |
| 5   | 10 de marzo de 2019     | Hong Kong ePrix Circuito Callejero de Hong Kong Ganador 2017-18: Sam Bird                           | 2.º puesto        | Lucas Di Grassi        |                        | Resultados |
| 5   | 10 de marzo de 2019     | Hong Kong ePrix Circuito Callejero de Hong Kong Ganador 2017-18: Sam Bird                           | 3.er puesto       | Robin Frijns           |                        | Resultados |
| 5   | 10 de marzo de 2019     | Hong Kong ePrix Circuito Callejero de Hong Kong Ganador 2017-18: Sam Bird                           | Vuelta rápida     | André Lotterer         |                        | Resultados |
| 5   | 10 de marzo de 2019     | Hong Kong ePrix Circuito Callejero de Hong Kong Ganador 2017-18: Sam Bird                           | Pole Position     | Stoffel Vandoorne      |                        | Resultados |
| 6   | 23 de marzo de 2019     | Sanya ePrix Circuito callejero de Sanya Ganador 2017-18: No se disputó                              |                   | Ganador                | Jean-Éric Vergne       | Resultados |
| 6   | 23 de marzo de 2019     | Sanya ePrix Circuito callejero de Sanya Ganador 2017-18: No se disputó                              | 2.º puesto        | Oliver Rowland         |                        | Resultados |
| 6   | 23 de marzo de 2019     | Sanya ePrix Circuito callejero de Sanya Ganador 2017-18: No se disputó                              | 3.er puesto       | António Félix da Costa |                        | Resultados |
| 6   | 23 de marzo de 2019     | Sanya ePrix Circuito callejero de Sanya Ganador 2017-18: No se disputó                              | Vuelta rápida     | Jean-Éric Vergne       |                        | Resultados |
| 6   | 23 de marzo de 2019     | Sanya ePrix Circuito callejero de Sanya Ganador 2017-18: No se disputó                              | Pole Position     | Oliver Rowland         |                        | Resultados |
| 7   | 13 de abril de 2019     | Roma ePrix Circuito callejero del EUR Ganador 2017-18: Sam Bird                                     |                   | Ganador                | Mitch Evans            | Resultados |
| 7   | 13 de abril de 2019     | Roma ePrix Circuito callejero del EUR Ganador 2017-18: Sam Bird                                     | 2.º puesto        | André Lotterer         |                        | Resultados |
| 7   | 13 de abril de 2019     | Roma ePrix Circuito callejero del EUR Ganador 2017-18: Sam Bird                                     | 3.er puesto       | Stoffel Vandoorne      |                        | Resultados |
| 7   | 13 de abril de 2019     | Roma ePrix Circuito callejero del EUR Ganador 2017-18: Sam Bird                                     | Vuelta rápida     | Jean-Éric Vergne       |                        | Resultados |
| 7   | 13 de abril de 2019     | Roma ePrix Circuito callejero del EUR Ganador 2017-18: Sam Bird                                     | Pole Position     | André Lotterer         |                        | Resultados |
| 8   | 27 de abril de 2019     | París ePrix Circuito de los Inválidos Ganador 2017-18: Jean-Éric Vergne                             |                   | Ganador                | Robin Frijns           | Resultados |
| 8   | 27 de abril de 2019     | París ePrix Circuito de los Inválidos Ganador 2017-18: Jean-Éric Vergne                             | 2.º puesto        | André Lotterer         |                        | Resultados |
| 8   | 27 de abril de 2019     | París ePrix Circuito de los Inválidos Ganador 2017-18: Jean-Éric Vergne                             | 3.er puesto       | Daniel Abt             |                        | Resultados |
| 8   | 27 de abril de 2019     | París ePrix Circuito de los Inválidos Ganador 2017-18: Jean-Éric Vergne                             | Vuelta rápida     | Robin Frijns           |                        | Resultados |
| 8   | 27 de abril de 2019     | París ePrix Circuito de los Inválidos Ganador 2017-18: Jean-Éric Vergne                             | Pole Position     | Oliver Rowland         |                        | Resultados |
| 9   | 11 de mayo de 2019      | Mónaco ePrix Circuito de Mónaco Ganador 2017-18: No se disputó                                      |                   | Ganador                | Jean-Éric Vergne       | Resultados |
| 9   | 11 de mayo de 2019      | Mónaco ePrix Circuito de Mónaco Ganador 2017-18: No se disputó                                      | 2.º puesto        | Oliver Rowland         |                        | Resultados |
| 9   | 11 de mayo de 2019      | Mónaco ePrix Circuito de Mónaco Ganador 2017-18: No se disputó                                      | 3.er puesto       | Felipe Massa           |                        | Resultados |
| 9   | 11 de mayo de 2019      | Mónaco ePrix Circuito de Mónaco Ganador 2017-18: No se disputó                                      | Vuelta rápida     | Pascal Wehrlein        |                        | Resultados |
| 9   | 11 de mayo de 2019      | Mónaco ePrix Circuito de Mónaco Ganador 2017-18: No se disputó                                      | Pole Position     | Oliver Rowland         |                        | Resultados |
| 10  | 25 de mayo de 2019      | Berlín ePrix Circuito del aeropuerto Berlín-Tempelhof Ganador 2017-18: Daniel Abt                   |                   | Ganador                | Lucas Di Grassi        | Resultados |
| 10  | 25 de mayo de 2019      | Berlín ePrix Circuito del aeropuerto Berlín-Tempelhof Ganador 2017-18: Daniel Abt                   | 2.º puesto        | Sébastien Buemi        |                        | Resultados |
| 10  | 25 de mayo de 2019      | Berlín ePrix Circuito del aeropuerto Berlín-Tempelhof Ganador 2017-18: Daniel Abt                   | 3.er puesto       | Jean-Éric Vergne       |                        | Resultados |
| 10  | 25 de mayo de 2019      | Berlín ePrix Circuito del aeropuerto Berlín-Tempelhof Ganador 2017-18: Daniel Abt                   | Vuelta rápida     | Lucas Di Grassi        |                        | Resultados |
| 10  | 25 de mayo de 2019      | Berlín ePrix Circuito del aeropuerto Berlín-Tempelhof Ganador 2017-18: Daniel Abt                   | Pole Position     | Sébastien Buemi        |                        | Resultados |
| 11  | 22 de junio de 2019     | Berna ePrix Circuito callejero de Berna Ganador 2017-18: No se disputó                              |                   | Ganador                | Jean-Éric Vergne       | Resultados |
| 11  | 22 de junio de 2019     | Berna ePrix Circuito callejero de Berna Ganador 2017-18: No se disputó                              | 2.º puesto        | Mitch Evans            |                        | Resultados |
| 11  | 22 de junio de 2019     | Berna ePrix Circuito callejero de Berna Ganador 2017-18: No se disputó                              | 3.er puesto       | Sébastien Buemi        |                        | Resultados |
| 11  | 22 de junio de 2019     | Berna ePrix Circuito callejero de Berna Ganador 2017-18: No se disputó                              | Vuelta rápida     | António Félix da Costa |                        | Resultados |
| 11  | 22 de junio de 2019     | Berna ePrix Circuito callejero de Berna Ganador 2017-18: No se disputó                              | Pole Position     | Jean-Éric Vergne       |                        | Resultados |
| 12  | 13 de julio de 2019     | Nueva York ePrix Circuito callejero de Brooklyn Ganadores 2017-18: Lucas Di Grassi Jean-Éric Vergne |                   | Ganador                | Sébastien Buemi        | Resultados |
| 12  | 13 de julio de 2019     | Nueva York ePrix Circuito callejero de Brooklyn Ganadores 2017-18: Lucas Di Grassi Jean-Éric Vergne | 2.º puesto        | Mitch Evans            |                        | Resultados |
| 12  | 13 de julio de 2019     | Nueva York ePrix Circuito callejero de Brooklyn Ganadores 2017-18: Lucas Di Grassi Jean-Éric Vergne | 3.er puesto       | António Félix da Costa |                        | Resultados |
| 12  | 13 de julio de 2019     | Nueva York ePrix Circuito callejero de Brooklyn Ganadores 2017-18: Lucas Di Grassi Jean-Éric Vergne | Vuelta rápida     | Jean-Éric Vergne       |                        | Resultados |
| 12  | 13 de julio de 2019     | Nueva York ePrix Circuito callejero de Brooklyn Ganadores 2017-18: Lucas Di Grassi Jean-Éric Vergne | Pole Position     | Sébastien Buemi        |                        | Resultados |
| 13  | 14 de julio de 2019     | Nueva York ePrix Circuito callejero de Brooklyn Ganadores 2017-18: Lucas Di Grassi Jean-Éric Vergne | Ganador           | Robin Frijns           |                        | Resultados |
| 13  | 14 de julio de 2019     | Nueva York ePrix Circuito callejero de Brooklyn Ganadores 2017-18: Lucas Di Grassi Jean-Éric Vergne | 2.º puesto        | Alexander Sims         |                        | Resultados |
| 13  | 14 de julio de 2019     | Nueva York ePrix Circuito callejero de Brooklyn Ganadores 2017-18: Lucas Di Grassi Jean-Éric Vergne | 3.er puesto       | Sébastien Buemi        |                        | Resultados |
| 13  | 14 de julio de 2019     | Nueva York ePrix Circuito callejero de Brooklyn Ganadores 2017-18: Lucas Di Grassi Jean-Éric Vergne | Vuelta rápida     | Daniel Abt             |                        | Resultados |
| 13  | 14 de julio de 2019     | Nueva York ePrix Circuito callejero de Brooklyn Ganadores 2017-18: Lucas Di Grassi Jean-Éric Vergne | Pole Position     | Alexander Sims         |                        | Resultados |

### Puntuaciones
| Posición | 1º | 2º | 3º | 4º | 5º | 6º | 7º | 8º | 9º | 10º | Pole | VR |
| Puntos   | 25 | 18 | 15 | 12 | 10 | 8  | 6  | 4  | 2  | 1   | 3    | 1  |

- Fuente: fiaformulae.com[39]

### Campeonato de Pilotos
| Pos. | Piloto                 | ALD | MAR  | SAN  | MEX  | HKG  | SNY  | ROM  | PAR  | MON  | BER | BRN | NYC | NYC  | Puntos |
| ---- | ---------------------- | --- | ---- | ---- | ---- | ---- | ---- | ---- | ---- | ---- | --- | --- | --- | ---- | ------ |
| 1    | Jean-Éric Vergne       | 2   | 5    | Ret  | 13   | 13   | 1    | 14   | 6    | 1    | 3   | 1   | 15  | 7    | 136    |
| 2    | Sébastien Buemi        | 6   | 8*   | Ret* | 21†* | Ret* | 8*   | 5*   | 15*  | 5*   | 2*  | 3*  | 1*  | 3*   | 119    |
| 3    | Lucas Di Grassi        | 9*  | 7    | 12   | 1*   | 2    | 15†* | 7*   | 4    | Ret  | 1   | 9*  | 5*  | 18†* | 108    |
| 4    | Robin Frijns           | 12  | 2    | 5    | 11   | 3    | 14†  | 4    | 1    | 17†  | 13  | Ret | Ret | 1    | 106    |
| 5    | Mitch Evans            | 4   | 9    | 6    | 7    | 7    | 9    | 1    | 16   | 6    | 12  | 2   | 2   | 17   | 105    |
| 6    | António Félix da Costa | 1*  | Ret* | Ret* | 2*   | 10*  | 3*   | 9*   | 7*   | DSQ* | 4*  | 12* | 3*  | 9*   | 99     |
| 7    | Daniel Abt             | 8*  | 10   | 3*   | 10*  | 4*   | 5*   | 18†* | 3*   | 15*  | 6*  | 6*  | 6*  | 5*   | 95     |
| 8    | André Lotterer         | 5   | 6    | 13   | 5    | 14   | 4    | 2    | 2    | 7    | Ret | 14  | 17  | Ret  | 86     |
| 9    | Sam Bird               | 11  | 3    | 1    | 9    | 6    | Ret  | 11   | 11   | 16†  | 9   | 4   | 8   | 4    | 85     |
| 10   | Oliver Rowland         | 7   | 15   | Ret  | 20†  | Ret  | 2    | 6    | 12   | 2    | 8   | Ret | 14  | 6    | 71     |
| 11   | Jérôme d'Ambrosio      | 3   | 1    | 10*  | 4    | Ret  | 6    | 8    | 17†  | 11   | 17  | 13  | 9   | 11   | 67     |
| 12   | Pascal Wehrlein        |     | Ret* | 2    | 6    | Ret* | 7    | 10   | 10   | 4    | 10  | Ret | 7   | 12   | 58     |
| 13   | Alexander Sims         | 18  | 4    | 7    | 14   | Ret  | Ret  | 17   | Ret  | 13   | 7   | 11  | 4   | 2    | 57     |
| 14   | Edoardo Mortara        | 19  | 13   | 4    | 3    | 1    | 13   | Ret  | Ret  | Ret  | 11  | Ret | Ret | Ret  | 52     |
| 15   | Felipe Massa           | 17* | 18*  | Ret  | 8    | 5    | 10   | Ret  | 9*   | 3    | 15* | 8   | 16† | 15   | 36     |
| 16   | Stoffel Vandoorne      | 16* | Ret* | Ret* | 18*  | Ret* | Ret* | 3*   | Ret* | 9*   | 5*  | 10* | 13* | 8*   | 35     |
| 17   | Maximilian Günther     | 15  | 12   | Ret  |      |      |      | 19†  | 5    | Ret  | 14  | 5   | Ret | 19   | 20     |
| 18   | Alex Lynn              |     |      |      |      |      |      | 12   | Ret  | 8    | Ret | 7   | Ret | 16   | 10     |
| 19   | Gary Paffett           | Ret | Ret  | 14   | 16   | 8    | Ret  | Ret  | 8    | 12   | 16  | 17  | 11  | 10   | 9      |
| 20   | Oliver Turvey          | 13  | 16   | 8    | 12   | 9    | 11   | 13   | 14   | Ret  | 18  | 16  | 10  | 13   | 7      |
| 21   | José María López       | Ret | 11   | 9    | 17   | 11   | Ret  | 16   | 13   | 10*  | 20  | DSQ | 12  | Ret  | 3      |
| 22   | Nelson Piquet, Jr.     | 10  | 14   | 11   | Ret  | Ret  | Ret  |      |      |      |     |     |     |      | 1      |
| 23   | Tom Dillmann           | 14  | 17   | Ret  | 15   | 12   | 12   | 15   | Ret  | 14   | 19  | 15  | Ret | 14   | 0      |
| 24   | Felipe Nasr            |     |      |      | 19   | Ret  | Ret  |      |      |      |     |     |     |      | 0      |
| NC   | Felix Rosenqvist       | Ret |      |      |      |      |      |      |      |      |     |     |     |      | 0      |
| Pos. | Piloto                 | ALD | MAR  | SAN  | MEX  | HKG  | SNY  | ROM  | PAR  | MON  | BER | BRN | NYC | NYC  | Puntos |

| Color     | Resultado                                                               |
| --------- | ----------------------------------------------------------------------- |
| Oro       | Ganador                                                                 |
| Plata     | 2.ª plaza                                                               |
| Bronce    | 3.ª plaza                                                               |
| Verde     | Finalizó en los puntos                                                  |
| Azul      | Finalizó sin puntos                                                     |
| Azul      | NC - No clasificado                                                     |
| Violeta   | Ret - No terminó (Carrera)                                              |
| Rojo      | DNQ - No se clasificó                                                   |
| Negro     | DSQ - Descalificado                                                     |
| Blanco    | DNS - No empezó (carrera)                                               |
| Blanco    | WD - Retirado (fin de semana)                                           |
| Blanco    | C - Carrera cancelada                                                   |
| Sin color | DNP - Inscrito pero no participó                                        |
| Sin color | INJ - Lesionado                                                         |
| Sin color | EX - Excluido                                                           |
| Estado    | Resultado                                                               |
| Negrita   | Pole position                                                           |
| Cursiva   | Vuelta rápida                                                           |
| †         | Abandona, pero clasifica al completar el porcentaje requerido para ello |

- Fuente: fiaformulae.com[40]

### Campeonato de Equipos
| Pos. | Equipo                             | N.º | ALD | MAR | SAN | MEX | HKG | SNY | ROM | PAR | MON | BER | BRN | NYC | NYC | Puntos |
| ---- | ---------------------------------- | --- | --- | --- | --- | --- | --- | --- | --- | --- | --- | --- | --- | --- | --- | ------ |
| 1    | DS Techeetah                       | 25  | 2   | 5   | Ret | 13  | 13  | 1   | 14  | 6   | 1   | 3   | 1   | 15  | 7   | 222    |
| 1    | DS Techeetah                       | 36  | 5   | 6   | 13  | 5   | 14  | 4   | 2   | 2   | 7   | Ret | 14  | 17  | Ret | 222    |
| 2    | Audi ABT Schaeffler Formula E Team | 11  | 9   | 7   | 12  | 1   | 2   | 15† | 7   | 4   | Ret | 1   | 9   | 5   | 18† | 203    |
| 2    | Audi ABT Schaeffler Formula E Team | 66  | 8   | 10  | 3   | 10  | 4   | 5   | 18† | 3   | 15  | 6   | 6   | 6   | 5   | 203    |
| 3    | Envision Virgin Racing             | 2   | 11  | 3   | 1   | 9   | 6   | Ret | 11  | 11  | 16† | 9   | 4   | 8   | 4   | 191    |
| 3    | Envision Virgin Racing             | 4   | 12  | 2   | 5   | 11  | 3   | 11  | 4   | 1   | 17† | 13  | Ret | Ret | 1   | 191    |
| 4    | Nissan e.dams                      | 22  | 7   | 15  | Ret | 20† | Ret | 2   | 6   | 12  | 2   | 8   | Ret | 14  | 6   | 190    |
| 4    | Nissan e.dams                      | 23  | 6   | 8   | Ret | 21† | Ret | 8   | 5   | 15  | 5   | 2   | 3   | 1   | 3   | 190    |
| 5    | BMW i Andretti Motorsport          | 27  | 18  | 4   | 7   | 14  | Ret | Ret | 17  | Ret | 13  | 7   | 11  | 4   | 2   | 156    |
| 5    | BMW i Andretti Motorsport          | 28  | 1   | Ret | Ret | 2   | 10  | 3   | 9   | 7   | DSQ | 4   | 12  | 3   | 9   | 156    |
| 6    | Mahindra Racing                    | 64  | 3   | 1   | 10  | 4   | Ret | 6   | 8   | 17† | 11  | 17  | 13  | 9   | 11  | 125    |
| 6    | Mahindra Racing                    | 94  | Ret | Ret | 2   | 6   | Ret | 7   | 10  | 10  | 4   | 10  | Ret | 7   | 12  | 125    |
| 7    | Panasonic Jaguar Racing            | 3   | 10  | 14  | 11  | Ret | Ret | Ret | 12  | Ret | 8   | Ret | 7   | Ret | 16  | 116    |
| 7    | Panasonic Jaguar Racing            | 20  | 4   | 9   | 6   | 7   | 7   | 9   | 1   | 16  | 6   | 12  | 2   | 2   | 17  | 116    |
| 8    | Venturi Formula E Team             | 19  | 17  | 18  | Ret | 8   | 5   | 10  | Ret | 9   | 3   | 15  | 8   | 16† | 15  | 88     |
| 8    | Venturi Formula E Team             | 48  | 19  | 13  | 4   | 3   | 1   | 13  | Ret | Ret | Ret | 11  | Ret | Ret | Ret | 88     |
| 9    | HWA Racelab                        | 5   | 16  | Ret | Ret | 18  | Ret | Ret | 3   | Ret | 9   | 5   | 10  | 13  | 8   | 44     |
| 9    | HWA Racelab                        | 17  | Ret | Ret | 14  | 16  | 8   | Ret | Ret | 8   | 12  | 16  | 17  | 11  | 10  | 44     |
| 10   | Geox Dragon                        | 6   | 15  | 12  | Ret | 19  | Ret | Ret | 19† | 5   | Ret | 14  | 5   | Ret | 19  | 23     |
| 10   | Geox Dragon                        | 7   | Ret | 11  | 9   | 17  | 11  | Ret | 16  | 13  | 10  | 20  | DSQ | 12  | Ret | 23     |
| 11   | NIO Formula E Team                 | 8   | 14  | 17  | Ret | 15  | 12  | 13  | 15  | Ret | 14  | 19  | 15  | Ret | 14  | 7      |
| 11   | NIO Formula E Team                 | 16  | 13  | 16  | 8   | 12  | 9   | 12  | 13  | 14  | Ret | 18  | 16  | 10  | 13  | 7      |
| Pos. | Equipo                             | N.º | ALD | MAR | SAN | MEX | HKG | SNY | ROM | PAR | MON | BER | BRN | NYC | NYC | Puntos |

| Color     | Resultado                                                               |
| --------- | ----------------------------------------------------------------------- |
| Oro       | Ganador                                                                 |
| Plata     | 2.ª plaza                                                               |
| Bronce    | 3.ª plaza                                                               |
| Verde     | Finalizó en los puntos                                                  |
| Azul      | Finalizó sin puntos                                                     |
| Azul      | NC - No clasificado                                                     |
| Violeta   | Ret - No terminó (Carrera)                                              |
| Rojo      | DNQ - No se clasificó                                                   |
| Negro     | DSQ - Descalificado                                                     |
| Blanco    | DNS - No empezó (carrera)                                               |
| Blanco    | WD - Retirado (fin de semana)                                           |
| Blanco    | C - Carrera cancelada                                                   |
| Sin color | DNP - Inscrito pero no participó                                        |
| Sin color | INJ - Lesionado                                                         |
| Sin color | EX - Excluido                                                           |
| Estado    | Resultado                                                               |
| Negrita   | Pole position                                                           |
| Cursiva   | Vuelta rápida                                                           |
| †         | Abandona, pero clasifica al completar el porcentaje requerido para ello |

- Fuente: fiaformulae.com[41]